# August Rosén
August Rosén, född 29 mars 1877 i Östervåla socken, död 18 februari 1950 i Enskede församling, var en svensk frikyrkopredikant.
August Rosén var son till lantbrukaren Anders Olsson. Han började arbeta som urmakare men kom genom fadern, som var församlingsföreståndare tidigt i kontakt med praktiskt frikyrkligt arbete och genomgick efter omvändelse i tjugoårsåldern Svenska Missionsförbundets missionsskola i Stockholm 1900–1902. 1902–1911 var han predikant i Öregrund, Hedesunda och Sundbyberg, och 1911–1914 tjänstgjorde han som pastor i Göteborg. Efter att ha verkat i Karlstad 1914–1915 kallades han till Stockholm, där han förestod församlingen i Andreaskyrkan på Söder 1915–1921 och Immanuelskyrkan 1921–1943. Under denna tid anförtroddes han ett flertal styrelseuppdrag inom Svenska missionsförbundet. 1943 pensionerades han. Rosén gjorde som initiativtagare till Predikanternas riksförbund 1919 betydande insatser för höjandet av predikantkårens villkor. Som förkunnare följde han traditionerna från den evangeliska väckelsens genombrottsår. Samlingar av Roséns morgonandakter utgavs 1932, 1938 och 1941.